# Sandslåns SK
Sandslåns SK är en numera vilande sportklubb i Sandslån i Sverige. Klubben, även kallad Timmerkusarna, bildades 1927 och var känd som "Ångermanlands bandystolthet". 1950 gick klubbens bandylag till final i norrländska mästerskapet., där man åkte på stryk mot Haparandapojkarna. Bandylaget spelade sina hemmamatcher på Flottarvallen.
I bandy spelade klubben i Sveriges högsta division säsongerna 1961 och 1975/1976. Säsongen 1977/1978 vann Anders Wedin, då spelandes för klubben, skytteligan för Sveriges dåvarande andradivision i bandy, Division II.
Man har även spelat i World Cup en gång.
I fotboll spelade klubben i Sveriges tredje högsta division 1962, då man slutade på tionde och sista plats i Division III mellersta Norrland.
1949 blev klubbens juniorlag i fotboll distriktsmästare.
Under en kort period början av 1950-talet bedrev klubben även ishockey.